# Costa di Oates

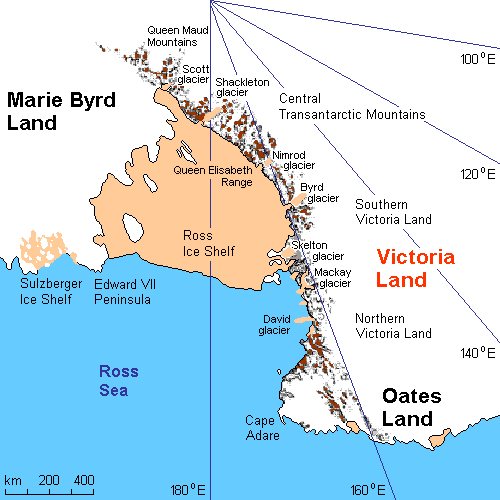
Mappa dell'area della Costa di Oates.

La Costa di Oates, (centrata alle coordinate 69°30′S 159°00′E) è una porzione della costa antartica. In particolare, la costa di Oates, rivendicata dall'Australia come parte del Territorio Australiano Antartico dalla sua estremità occidentale fino alla longitudine di 160° E, si estende tra capo Williams (70°30′S 164°09′E) all'estremità orientale del ghiacciaio Lillie, a sud-est, e capo Hudson (68°20′S 153°45′E) all'estremità della penisola di Mawson, a nord-ovest, e confina a sud-est con la costa di Pennell e a nord-ovest con la costa di Giorgio V, e quindi con la Terra di Giorgio V. La parte rivendicata dall'Australia, che come detto va da capo Hudson fino alla longitudine di 160° E appartiene al territorio della Terra di Oates, mentre la parte compresa tra i 160° E e capo Williams appartiene alla Dipendenza di Ross, un territorio rivendicato dalla Nuova Zelanda. Nonostante in base al Trattato Antartico tali rivendicazioni non abbiano alcun significato ufficiali, tali confini vengono ancora indicati per un fatto puramente pratico.

## Storia
La regione orientale della costa di Oates fu scoperta nel febbraio 1911 dal tenente della marina militare britannica Harry Pennell, comandante della Terra Nova, la nave della spedizione Terra Nova, 1910-13. Egli la battezzò con il suo attuale nome in onore del capitano Lawrence E.G. Oates che, assieme al capitano Robert Falcon Scott e ad altri tre compagni della stessa spedizione, morì nel viaggio di ritorno dal Polo Sud nel 1912. La morte del capitano Oates fu descritta da Scott come "l'atto di un impavido gentiluomo inglese". La regione occidentale della costa, nelle vicinanze della  penisola di Mawson fu invece mappata grazie a fotografie aeree scattate dalla marina militare statunitense durante l'operazione Highjump, 1946-47.